# 河南文艺出版社
河南文艺出版社成立于1996年6月，前身为黄河文艺出版社和河南人民出版社文艺编辑处。

## 出版书籍
《康熙大帝》、《乾隆皇帝》、《大秦帝国》
《唐太宗》、《越王勾践》、《东方艳后》
《大宋遗事》、《1644，帝星升沉》、《大瓷商》

## 相关链接
- 河南文艺出版社的新浪博客 （页面存档备份，存于）